# Pluton łącznikowy nr 9

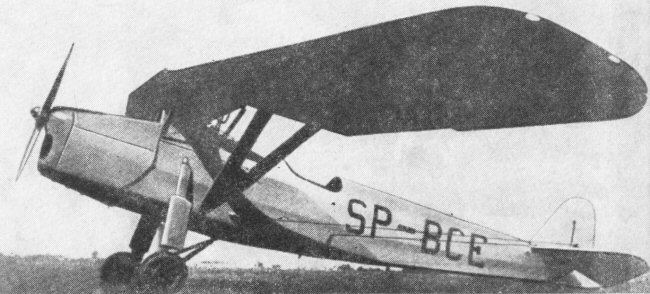
RWD-8 - samolot łącznikowy

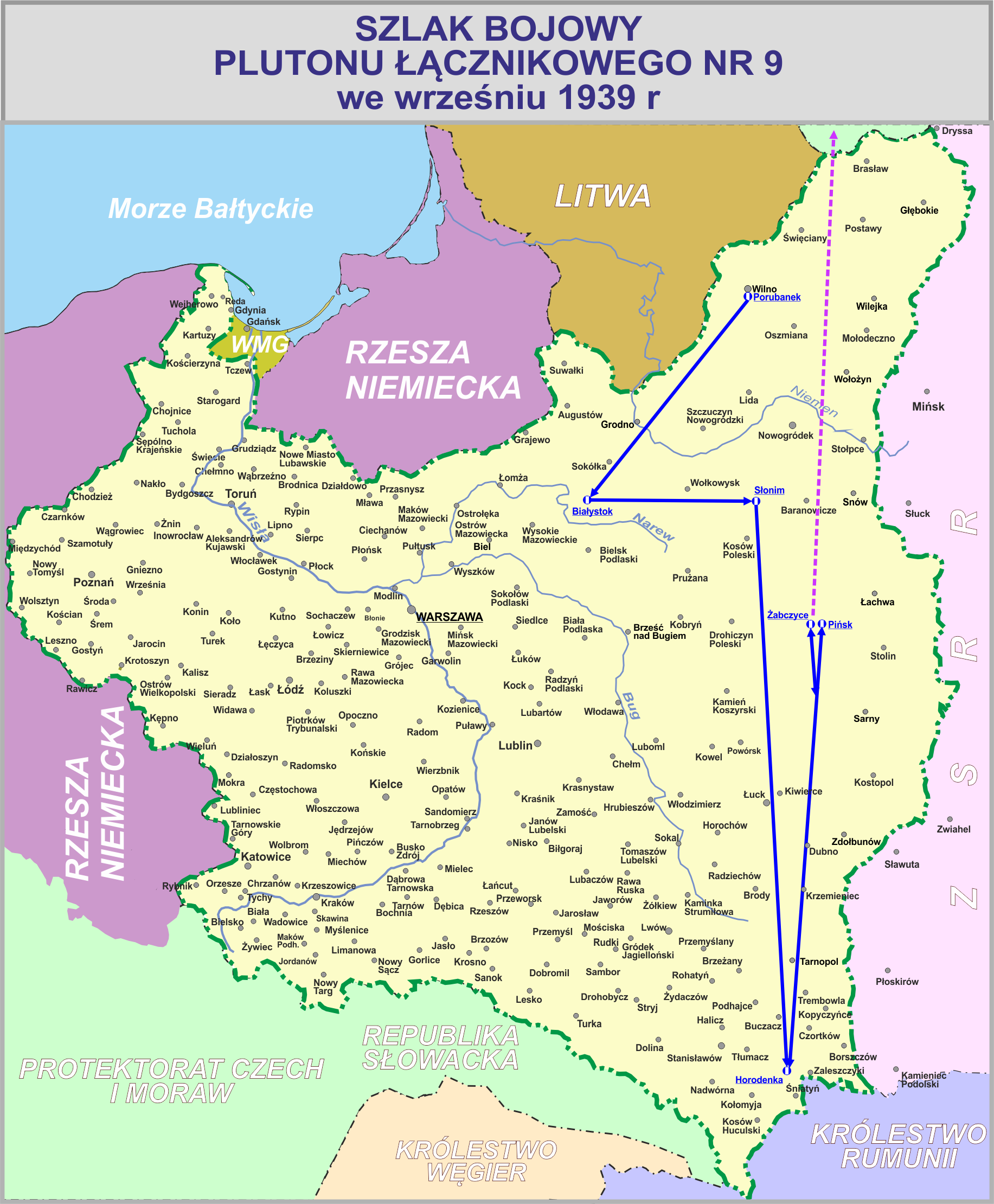

Pluton Łącznikowy nr 9 – pododdział lotnictwa łącznikowego Wojska Polskiego w II Rzeczypospolitej.
Pluton nie występował w organizacji pokojowej wojska. Był jednostką formowaną na podstawie planu mobilizacyjnego „W”, w I rzucie mobilizacji powszechnej. Jednostką mobilizującą był III dywizjon myśliwski 5 pułku lotniczego.

## Formowanie plutonu
Pluton został sformowany w dniach 24 sierpnia-31 sierpnia 1939 z rezerw 5 pułku lotniczego na lotnisku Porubanek w Wilnie. Po zakończeniu mobilizacji pododdział miał być podporządkowany dowódcy SGO „Narew”. W rejon odpowiedzialności SGO nigdy nie dotarł.
Pododdział został zorganizowany według „etatu” L.3085/mob.org. – organizacja wojenna plutonu łącznikowego o stanie 14 żołnierzy, w tym 1 oficera, 6 podoficerów i 7 szeregowców. Na wyposażeniu plutonu znajdowały się trzy samoloty szkolne RWD-8.
Dowódcą plutonu był podporucznik rezerwy pilot Stanisław Krakowski, a szefem mechaników st. majster wojskowy Stefan Królikowski.

## Działania plutonu w kampanii wrześniowej
W dniach 1 – 7 września pluton przebywał na lądowisku Porubanek. Oczekiwał na rozkaz odlotu do dyspozycji Samodzielnej Grupy operacyjnej „Narew”.

8 września rzut kołowy odjechał do Białegostoku, dokąd w 2 dni później skierowano samoloty plutonu.

10 września do Białegostoku odleciały samoloty plutonu.

11 września ewakuowano z Białegostoku jednostki wojskowe. Brak było rozkazów dla plutonu. podporucznik Krakowski zdecydował skierować rzut kołowy do Lidy

12 września rzut powietrzny odleciał do Słonimia, gdzie w Ośrodku Wyszkolenia Pilotażu nr 3 wymienił uszkodzone samoloty

13 września samoloty plutonu przegrupowały się na lotnisko Horodenka

14 do 17 września piloci plutonu wykonali kilka lotów pocztowych do Pińska i Żabczyc. Udzielali także pomocy załogom eskadr bojowych lądujących przymusowo w rejonie Polesia.

18 września rzut powietrzny ewakuował się na Łotwę.